# Neosteninos
Neosteninos (Neostenini) é uma tribo de coleópteros da subfamília Cerambycinae.

## Sistemática
- Ordem Coleoptera
  - Subordem Polyphaga
    - Infraordem Cucujiformia
      - Superfamília Chrysomeloidea
        - Família Cerambycidae
          - Subfamília Cerambycinae
            - Tribo Neostenini (Lacordaire, 1869)
              - Gênero Aposites (Pascoe, 1865)
              - Gênero Maltheba (Pascoe, 1871)
              - Gênero Mystrosa (Pascoe, 1864)
              - Gênero Neostenus (Pascoe, 1857)